# Massi Kessi
Koordinaten: 18° 58′ S, 32° 40′ O
Massi Kessi (portugiesisch: Macequece) ist ein 600 m hoch gelegener Ort in der Nähe von Mutare in der Provinz Manicaland in Simbabwe direkt an der Grenze zu Mosambik an Straße und Bahnstrecke nach Beira. Den Ort umgeben die Goldfelder von Manica. Er selbst ist faktisch eine Vorstadt von Mutare. Dementsprechend sind Telefon, Wasser, Elektrizität vorhanden, Schulen und Krankenhäuser auch.
Massi Kessi ist ein historisch wichtiger Ort. Es kam im 11. Mai 1891 zu einem blutigen Konflikt zwischen den Siedlern der British South Africa Company mit den Portugiesen bei Massi Kessi. Daraufhin erzwang die britische Regierung am 11. Juni 1891 einen Vertrag, durch den Manica in den Besitz der Britisch-Südafrikanischen Gesellschaft überging. Bis dahin reichte das portugiesische Kolonialgebiet hier über das östliche Hochland hinaus bis zum Mazoetal, also fast bis zum heutigen Harare, Shamva und Mount Darwin.